# Esposizione del Werkbund a Colonia

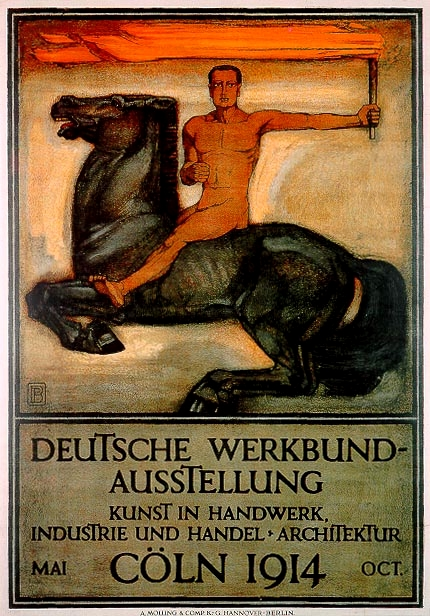
Manifesto disegnato da Peter Behrens in occasione dell'esposizione del 1914.

L'Esposizione del Werkbund a Colonia, organizzata dal Deutscher Werkbund, si tenne da maggio ad ottobre del 1914 nel Rheinpark a Colonia in Germania. 
In questa occasione si manifestò la frattura ideologica che persisteva all'interno del Werkbund; da un lato l'accettazione collettiva della Typisierung (tipo) dall'altro la kunstwollen (volontà di forma) che era l'espressione individuale. Da un lato Behrens e Gropius con la standardizzazione dall'altro van de Velde e Taut con l'individualismo della kunstwollen.

## Espositori
Elenco dei principali architetti, designer e artisti presenti all'esposizione del 1914:
- Henry van de Velde il Teatro del Werkbund;
- Walter Gropius un modello di industria;
- Peter Behrens la Festhalle (in italiano "salone delle feste");
- Hermann Muthesius la Casa dei colori;
- Bruno Taut il Glaspavillon (in italiano il Padiglione di vetro).